# Liste der Bauwerke von Johann Conrad Schlaun
Die folgende Liste führt die bekannten Werke (Bauwerke, Inneneinrichtungen, Einzelobjekte usw.) des Münsteraner Baumeisters Johann Conrad Schlaun (1695–1773) auf. Die Liste basiert auf dem Katalog zur Ausstellung Johann Conrad Schlaun, 1695–1773: Das Gesamtwerk. Köln: Oktagon, 1995.

## Sakralbauten
| Bezeichnung                  | Lage                     | Bauzeit   | Bemerkungen | Bild                                    |
| ---------------------------- | ------------------------ | --------- | --- | --------------------------------------- |
| Kapuzinerkirche              | Brakel (Standort)        | 1715–1719 | Einschiffiger Saalbau mit einfacher Werksteinfassade. Auftraggeber: Fürstbischof Ferdinand von Paderborn                                           | Brakel, Kapuzinerkirche                 |
| St. Katharina                | Rheder (Standort)        | 1716–1719 | Saalkirche mit Querhaus und Westturm. Auftraggeber: Bruno Burkhard von Mengersen                                                                   | St. Katharina in Rheder                 |
| Sakramentskapelle            | Büren (Standort)         | 1717–1720 | Kapellenbau des ehem. Jesuitenkollegs | Sakramentskapelle Büren                 |
| St. Aegidii                  | Münster (Standort)       | 1724–1729 | Kirche des 1811 aufgelösten, 1828 abgebrochenen Kapuzinerklosters                                                                                  | St. Aegidii Münster                     |
| Michaeliskapelle             | Lembeck (Standort)       | 1726–1727 | Michaelskapelle von Schloss Lembeck. | Michaelskapelle Lembeck                 |
| Kirche des Klosters Wittem   | Gulpen-Wittem (Standort) | 1729–1733 | Nach Abbruch und Neubau der Klosteranlage ist nur der Kirchenraum ohne die ursprüngliche Fassade erhalten. Auftraggeber: Ferdinand von Plettenberg | Kloster Wittem                          |
| St. Agatha                   | Eys (Standort)           | 1717–1720 | Auftraggeber: Ferdinand von Plettenberg | St. Agatha Eys                          |
| Lorettokapelle               | Dyckburg (Standort)      | 1735–1740 | 1894 erweitert zur Pfarrkirche | Haus Dyckburg, Loretokapelle            |
| Schlosskapelle               | Clemenswerth (Standort)  | 1737–1739 | Teil des Jagdschlosses Clemenswerth | Schlosskapelle Clemenswerth             |
| Pfarrkirche St. Lambertus    | Ascheberg (Standort)     | 1737–1741 | Chorneubau | Pfarrkirche St. Lambertus Ascheberg     |
| Kapelle St. Antonius         | Wahner Heide (Standort)  | 1744–1746 | 1939 für den Schießplatz Wahn abgebrochen |                                         |
| Clemenskirche                | Münster (Standort)       | 1744–1754 | Nach Kriegszerstörung 1956 bis 1959 wiederaufgebaut, der Innenraum 1961–1974 rekonstruiert                                                         | Clemenskirche Münster                   |
| Welschnonnenkirche           | Bonn (Standort)          | 1750      | 1818 profaniert, 1907 abgebrochen | Welschnonnenkirche Bonn                 |
| Lotharinger Chorfrauenkirche | Münster (Standort)       | 1764–1773 | 1827 profaniert, Außenbau 1961–1973 wiederhergestellt                                                                                              | Lotharinger Chorfrauenkirche in Münster |
| Liborikapelle                | Feldhausen (Standort)    | 1751      | Bauherr: Friedrich von Wenge | Feldhausen, Libori-Kapelle              |
| Schlosskapelle Münster       | Münster (Standort)       | 1766–1784 | Nach Kriegszerstörung als einziger Innenraum rekonstruiert                                                                                         |                                         |

## Landesherrliche Schlossbauten
| Bezeichnung                         | Lage                   | Bauzeit   | Bemerkungen                                                             | Bild                         |
| ----------------------------------- | ---------------------- | --------- | ----------------------------------------------------------------------- | ---------------------------- |
| Schloss Nordkirchen                 | Nordkirchen (Standort) | 1723–1735 | Ausstattungsarbeiten im Schloss und Anlage der Gärten                   | Schloss Nordkirchen          |
| Oranienburg von Schloss Nordkirchen | Nordkirchen (Standort) | 1725–1727 | Erhöhung und Ausbau des von Pictorius geschaffenen eingeschossigen Baus | Oranienburg                  |
| Orangerie von Schloss Nordkirchen   | Nordkirchen (Standort) | 1723–1735 |                                                                         | Orangerie                    |
| Schloss Brühl                       | Brühl (Standort)       | 1724–1728 | Bauherr: Kurfürst Clemens August                                        | Schloss Brühl                |
| Schloss Arnsberg                    | Arnsberg (Standort)    | 1725–1747 | Ausbau unter Kurfürst Clemens August; 1762 zerstört                     | Schloss Arnsberg             |
| Schloss Clemenswerth                | Sögel (Standort)       | 1735–1744 | Bauherr: Kurfürst Clemens August                                        | Schloss Clemenswerth         |
| Schloss Hirschberg                  | Hirschberg (Standort)  | 1753      | Hirschberger Tor, 1826 versetzt nach Arnsberg                           | Schloss Clemenswerth         |
| Schloss Ahaus                       | Ahaus (Standort)       | 1764–1767 | Umbau, Gartenfassade                                                    | Schloss Ahaus, Gartenfassade |
| Fürstbischöfliches Schloss Münster  | Münster (Standort)     | 1766–1784 | Nach Kriegszerstörung im Außenbau rekonstruiert                         | Schloss Münster              |

## Adelsschlösser und Herrenhäuser
| Bezeichnung                              | Lage                            | Bauzeit   | Bemerkungen                                                                     | Bild                                |
| ---------------------------------------- | ------------------------------- | --------- | ------------------------------------------------------------------------------- | ----------------------------------- |
| Vorburg von Schloss Rheder               | Rheder (Standort)               | 1716–1711 | Vorburg                                                                         | Schloss Rheder, Vorburg             |
| Große Burg                               | Kleinbüllesheim (Standort)      | um 1730   | Bauherr: Lothar Friedrich Adam Freiherr von Bourscheidt                         | Burg Kleinbüllesheim                |
| Schloss Rösberg                          | Bornheim (Rheinland) (Standort) | 1729–1731 | 1833 verändert wiederaufgebaut, nach Kriegszerstörung im Außenbau rekonstruiert | Schloss Rösberg                     |
| Wirtschaftsbauten von Schloss Hovestadt  | Lippetal (Standort)             | 1733      | Wirtschaftsbau mit Kapelle                                                      | Schloss Hovestadt, Kapellentrakt    |
| Schloss Lembeck                          | Dorsten (Standort)              | 1727–1738 | Schlossbrücke und Festsaal                                                      | Schloss Lembeck                     |
| Marstall von Haus Oberwerries            | Hamm (Standort)                 | 1733      | Bauherr: Friedrich Christian von Beverförde-Werries                             | Haus Oberwerries                    |
| Schloss Grimberg                         | Gelsenkirchen (Standort)        | 1733–1748 | Nordflügel, Treppenhaus                                                         | Schloss Grimberg                    |
| Haus Havixbeck                           | Havixbeck (Standort)            | 1733      | Umbau, Torpfeiler                                                               | Schloss Havixbeck                   |
| Haus Dyckburg                            | Münster (Standort)              | 1735–1746 | Wirtschaftsbauten                                                               | Haus Dyckburg                       |
| Haus Rüschhaus                           | Nienberge (Standort)            | 1745–1749 | Bauherr: Johann Conrad Schlaun                                                  | Haus Rüschhaus                      |
| Haus Alvinghof                           | Bösensell (Standort)            | 1750      |                                                                                 | Haus Alvinghof                      |
| Frans-Annen-Burg von Schloss Tatenhausen | Bokel (Standort)                | 1751      |                                                                                 |                                     |
| Schloss Velen                            | Velen (Standort)                | 1753–1755 | Umbau des Schlosses                                                             | Schloss Velen                       |
| Orangerie des Schlosses Velen            | Velen (Standort)                | 1753–1755 | Orangerie                                                                       | Orangerie des Schlosses Velen       |
| Fasanerie des Schlosses Velen            | Velen (Standort)                | 1753–1755 | Fasanerie                                                                       | Fasanerie des Schlosses Velen       |
| Haus Schücking                           | Sassenberg (Standort)           | 1754      | Erbaut für den bischöflichen Kanzler Engelbert Schücking                        | Haus Schücking                      |
| Lippisches Landhaus                      | Oberkassel (Standort)           | 1750–1760 | Erbaut für die Kölner Familie von Meinertzhagen                                 | Lippisches Landhaus                 |
| Haus Itlingen                            | Velen (Standort)                | 1755      | Umbau des Herrenhauses                                                          | Haus Itlingen                       |
| Wirtschaftsbauten von Schloss Darfeld    | Rosendahl (Standort)            | 1757      | zugeschrieben                                                                   | Schloss Darfeld, Wirtschaftsgebäude |
| Antoinettenburg von Schloss Darfeld      | Rosendahl (Standort)            | 1757      | zugeschrieben                                                                   |                                     |
| Schloss Beck                             | Bottrop (Standort)              | 1766      | Bauherr: Friedrich Florenz Raban von der Wenge                                  | Schloss Beck                        |
| Schloss Loburg                           | Ostbevern (Standort)            | 1760      | Nach Brandzerstörung 1900 Neubau in vergrößerter Form                           | Schloss Loburg                      |

## Stadthöfe
| Bezeichnung         | Lage                 | Bauzeit   | Bemerkungen                                                                                       | Bild                          |
| ------------------- | -------------------- | --------- | ------------------------------------------------------------------------------------------------- | ----------------------------- |
| Dalheimer Hof       | Paderborn (Standort) | 1717–1720 | Stadthof des Klosters Dalheim                                                                     | Paderborn, Dalheimer Hof      |
| Plettenberger Hof   | Bonn (Standort)      | 1723      | 1943/44 zerstört                                                                                  | Bonn, Plettenberger Hof       |
| Plettenberger Hof   | Münster (Standort)   | 1725      | Nicht ausgeführt                                                                                  | Münster, Plettenberger Hof    |
| Oerscher Hof        | Münster (Standort)   | 1748      | Seitlicher Anbau um 1800 zugefügt                                                                 | Münster, Oerscher Hof         |
| Aschebergsche Kurie | Nottuln (Standort)   | 1750      |                                                                                                   | Nottuln, Aschebergsche Kurie  |
| Erbdrostenhof       | Münster (Standort)   | 1753–1757 | Nach Kriegszerstörung 1955–1961 der Außenbau, 1965–1968 der Innenbau weitgehend wiederhergestellt | Münster, Erbdrostenhof        |
| Stadthaus Schlaun   | Münster              | 1753–1755 | Nach Kriegszerstörung 1953 abgebrochen                                                            | Das Stadthaus Schlauns (1919) |

## Kirchliche Ausstattungen
| Bezeichnung            | Lage                  | Bauzeit   | Bemerkungen                                                                                        | Bild                                  |
| ---------------------- | --------------------- | --------- | -------------------------------------------------------------------------------------------------- | ------------------------------------- |
| Neustädter Pfarrkirche | Warburg (Standort)    | 1719      | Der von Schlaun errichtete Hochaltar wurde 1882 bis auf die erhaltene Skulpturengruppe abgebrochen | Neustädter Pfarrkirche Warburg, Altar |
| Pfarrkirche            | Wolbeck (Standort)    | 1727      | Memorienaltar für Graf Goswin von Merveldt                                                         |                                       |
| St. Pankratius         | Nievenheim (Standort) | 1741–1743 | Hochaltar und Seitenaltäre der Pfarrkirche                                                         | Nievenheim, Altar                     |
| Jesuitenkirche Meppen  | Meppen (Standort)     | 1755–1758 | Hochaltar und Seitenaltäre der ehem. Jesuitenkirche                                                | Gymnasialkirche Meppen                |

## Sonstige Bauten
| Bezeichnung                        | Lage                   | Bauzeit   | Bemerkungen                                                                | Bild                                  |
| ---------------------------------- | ---------------------- | --------- | -------------------------------------------------------------------------- | ------------------------------------- |
| Pfarrhaus von St. Johannes Baptist | Delbrück (Standort)    | 1716      | das ursprünglich verputzte Fachwerk bei der Erneuerung von 1935 freigelegt | Delbrück, Pfarrhaus                   |
| Ehem. Armenhaus                    | Nordkirchen (Standort) | 1730–1733 | heute Kinderheilstätte                                                     | Nordkirchen, Ehem. Armenhaus          |
| Küsterei                           | Nordkirchen (Standort) | 1733/34   |                                                                            | Nordkirchen, Küsterei                 |
| Zuchthaus                          | Münster (Standort)     | 1732–1735 | 1914 abgebrochen                                                           | ehem. Zuchthaus                       |
| Färberei                           | Eupen (Standort)       | 1745      |                                                                            | Eupen, Färberei                       |
| Gartenhaus                         | Münster (Standort)     | 1749      |                                                                            | Gartenhaus Geistviertel Josefstraße 2 |
| Gerichtsgebäude mit Gefängnis      | Osnabrück (Standort)   | 1755–1780 | 1874–1878 durch Land- und Amtsgericht ersetzt                              |                                       |
| Sülzhof                            | Nievenheim (Standort)  | 1766      | Wirtschaftshof Schlauns                                                    | Nievenheim, Sülzhof                   |

- Karte mit allen Koordinaten:
- OSM |
- WikiMap